# Ridgely (Tennessee)
Ridgely è un comune degli Stati Uniti d'America, situato nello Stato del Tennessee, nella Contea di Lake.